# WrestleMania XXVIII
WrestleMania XXVIII là sự kiện lớn nhất trong năm của Sports Entertainment, được sản xuất bởi World Wrestling Entertainment (WWE), dự kiến diễn ra vào ngày 1 tháng 4 năm 2012 tại Miami Gardens, Florida.
Hiện đã có 1 trận đấu được sắp xếp cho giải đấu này.

## Các trận đấu
| #                                                      | Trận đấu                        | Hình thức                                                                 |
| ------------------------------------------------------ | ------------------------------- | ------------------------------------------------------------------------- |
| 1                                                      | The Rock thắng. John Cena       | Đấu đơn                                                                   |
| 2                                                      | The Undertaker thắng. Triple H  | Hell in a Cell, special guest referee(trọng tài khách mời) Shawn Michaels |
| 3                                                      | Daniel Bryan (c) thua Sheamus   | Đấu đơn tranh đai World Heavyweight Championship                          |
| 4                                                      | CM Punk (c) thắng Chris Jericho | Đấu đơn tranh đai WWE Championship                                        |
| 5                                                      | Kane thắng Randy Orton          | Đấu đơn                                                                   |
| (c) – refers to the champion(s) heading into the match |                                 |                                                                           |